# Rupert Grint
Rupert Alexander Lloyd Grint (Harlow, Inglaterra, 24 de agosto de 1988) es un actor británico, conocido por interpretar a Ron Weasley en la serie de películas de Harry Potter. Obtuvo dicho papel a los once años, después de haber participado anteriormente solo en obras de teatro escolares y grupos de teatro locales. Protagonizó, junto a Daniel Radcliffe y Emma Watson, las ocho películas de la serie cinematográfica.
Realizó su primera aparición fuera de Harry Potter en el largometraje Thunderpants dirigido por Pete Hewitt y estrenado el 24 de mayo de 2002. Protagonizó la comedia dramática Driving Lessons, estrenada el 8 de septiembre de 2006, donde compartió reparto con Julie Walters, actriz que encarnó a Molly Weasley —madre del personaje de Grint— en la saga de películas de Harry Potter, y Cherrybomb (2009), una cinta de bajo presupuesto de lanzamiento limitado. Además coprotagonizó la comedia Wild Target, junto a Bill Nighy y Emily Blunt. Su primer proyecto luego del final de la saga Harry Potter ocurrió en 2012, con la cinta antibélica Into the White.
En 2013 protagonizó la obra de teatro Mojo, del dramaturgo Jez Butterworth, en el Harold Pinter Theatre de Londres. Al año siguiente debutó en Broadway, con la obra It's Only a Play, en el teatro Gerald Schoenfeld, junto a F. Murray Abraham y Megan Mullally, entre otros.

## Biografía
Rupert Alexander Lloyd Grint nació el 24 de agosto de 1988 en Harlow (Essex), hijo de Nigel Grint, un distribuidor de mobiliario nacido en 1963, y Joanne Parsons, nacida en 1967. Es el mayor de cinco hermanos. Grint afirmó que su mayor sueño de pequeño era convertirse en vendedor de helados. Asistió a la Richard Hale School, ubicada en Hertford, donde desarrolló un interés por el teatro. Comenzó a actuar en obras escolares y se unió a dos grupos teatrales llamados «Top Hat Stage» y «Screen School». Continuó actuando en la escuela secundaria, aunque su primer papel profesional ocurrió en la saga de Harry Potter. A los dieciséis años abandonó sus estudios para centrarse en su trayectoria cinematográfica. «En realidad, nunca me gustó mucho la escuela», admitió el actor más tarde.

## Trayectoria artística

### La saga deHarry Potter

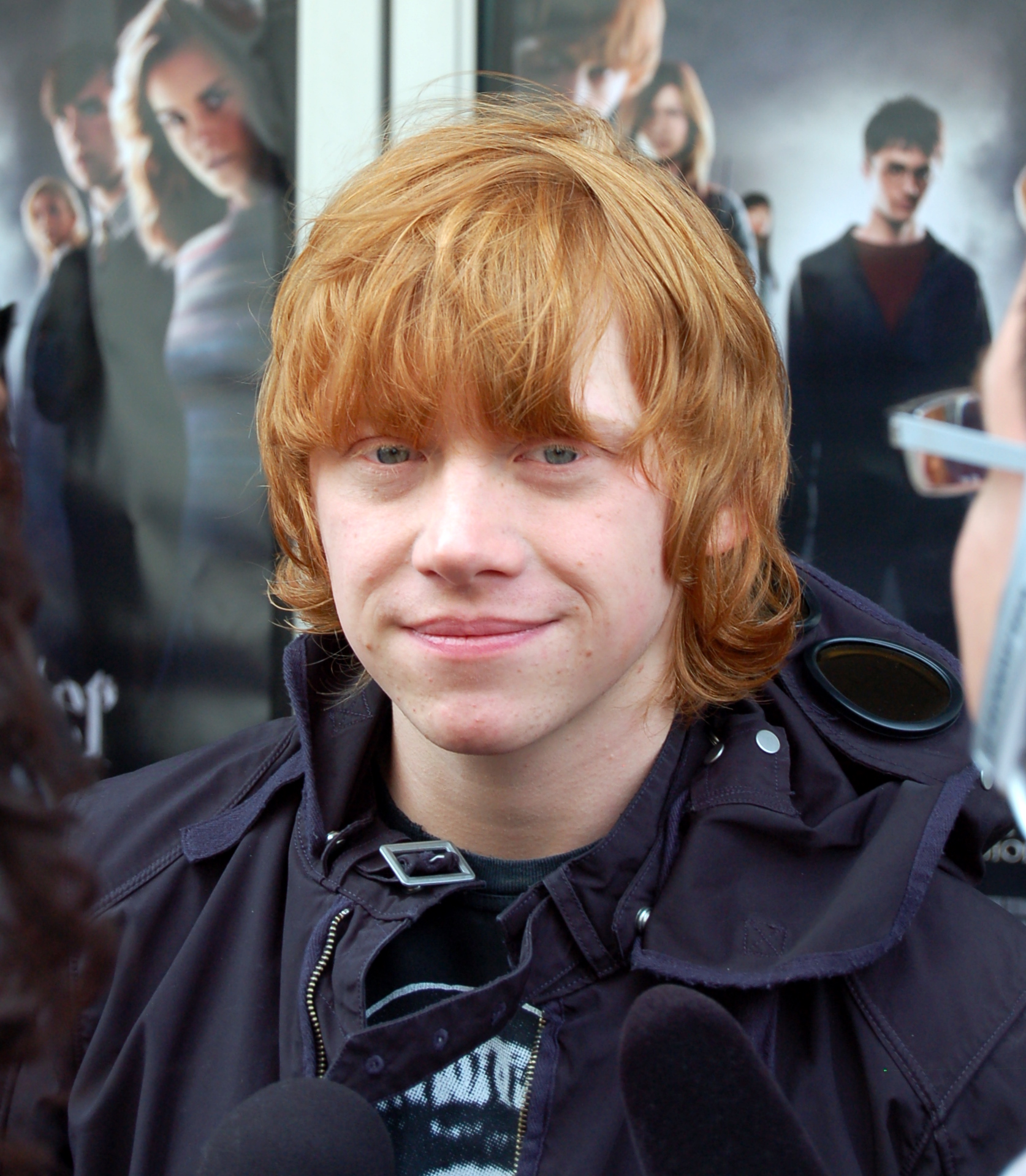
Grint en el estreno de Harry Potter y la Orden del Fénix en Toronto (Canadá), el 11 de julio de 2007.

En 2000 comenzaron las audiciones para Harry Potter y la piedra filosofal, la adaptación cinematográfica de la novela homónima escrita por J. K. Rowling en 1997. Luego de ver un anuncio de dichas audiciones en el noticiario infantil Newsround, Grint envió un video donde rapeaba sobre lo mucho que quería interpretar al personaje Ron Weasley. Su intento fue exitoso, ya que el clip fue elegido por los responsables del casting, quienes llamaron al actor para conocerlo en persona. El 21 de agosto, Daniel Radcliffe, Emma Watson y Grint fueron seleccionados para interpretar a Harry Potter, Hermione Granger y Ron Weasley, respectivamente. Harry Potter y la piedra filosofal (2001) fue dirigida por Chris Columbus y recibió en su mayoría críticas positivas, recaudó casi 975 millones de dólares en la taquilla mundial y obtuvo tres nominaciones a los Premios Óscar. Grint, por su parte, fue galardonado con el Premio Satellite al nuevo talento excepcional. Al año siguiente repitió su papel en la segunda entrega, titulada Harry Potter y la cámara secreta, nuevamente dirigida por Columbus.
El 31 de mayo de 2004 se estrenó Harry Potter y el prisionero de Azkaban, dirigida por Alfonso Cuarón. En una ocasión, el cineasta mexicano les pidió a los tres protagonistas redactar un ensayo describiendo cómo era su personaje; mientras que Daniel Radcliffe escribió una página y Emma Watson dieciséis, Grint no lo entregó. Más tarde, el actor comentó que no entregar su composición le ayudó a trabajar la personalidad de su personaje. Un año después, Grint volvió a interpretar a Ron Weasley para la cuarta película de la saga, Harry Potter y el cáliz de fuego. Esta vez, el encargado de la dirección del largometraje fue Mike Newell. Esta adaptación, a diferencia de las anteriores entregas, exploró elementos románticos e incluyó más humor. En una entrevista para el sitio web IGN, tanto Grint como sus dos compañeros señalaron al humor de la película como una de las razones del éxito de la misma. El cáliz de fuego destacó la maduración de los personajes principales y mostró una trama más oscura y compleja.

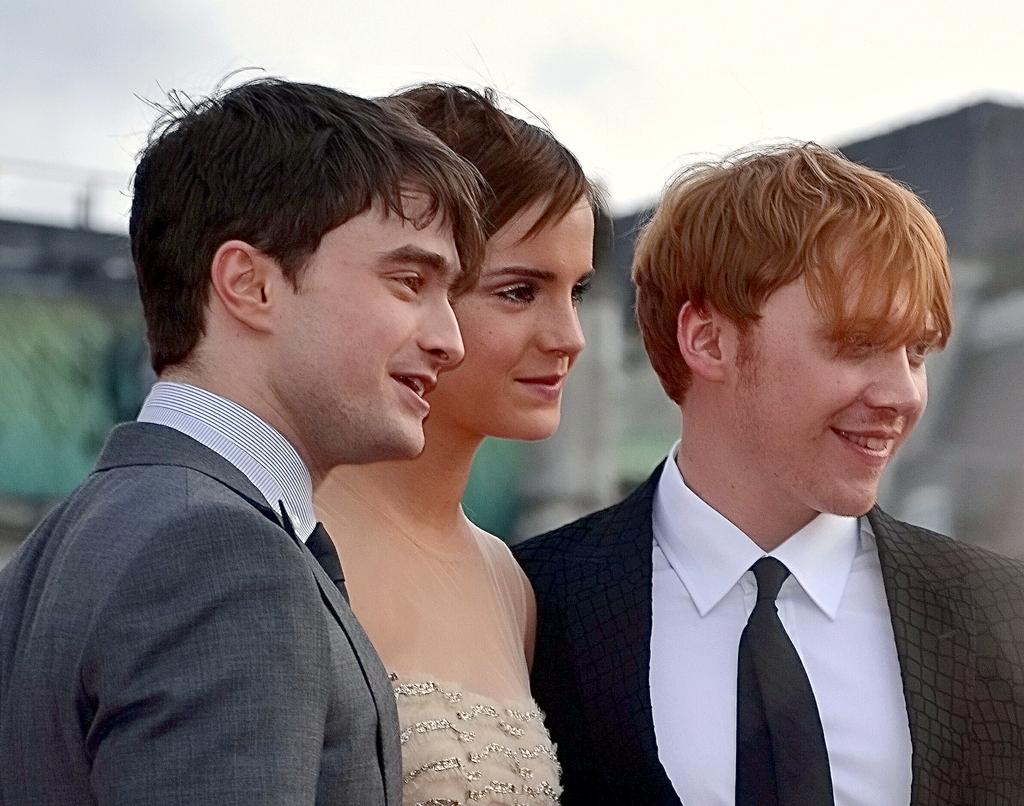
Daniel Radcliffe, Emma Watson y Grint en el estreno de Harry Potter y las Reliquias de la Muerte: parte 2, el 7 de julio de 2011.

La quinta entrega de la franquicia, Harry Potter y la Orden del Fénix, se estrenó en 2007. La película recaudó poco más de 940 millones de dólares, convirtiéndose así en la cuarta cinta de la saga más taquillera, siendo superada por la octava, la primera y la séptima. Además, recaudó 332,7 millones de dólares en su primer fin de semana. Este largometraje contó con el trabajo de un nuevo director, David Yates, quien continuó dirigiendo las películas restantes. El 9 de julio de 2007, Grint y sus compañeros Daniel Radcliffe y Emma Watson, dejaron las huellas de sus manos, pies y varitas frente al Grauman's Chinese Theatre en Hollywood. El sexto largometraje de la serie, Harry Potter y el misterio del príncipe, originalmente previsto para noviembre de 2008, se estrenó el 15 de julio de 2009. Grint observó un cambio en su personaje, señalando que la inseguridad del personaje, a menudo eclipsado por sus extrovertidos hermanos, fue disminuyendo a medida que se sentía más seguro e incluso comenzó a mostrar un lado oscuro de sí mismo. Además, declaró que encontró divertido personificar un papel más emocional. Ese año fue galardonado con el Premio Bravo Otto de la revista alemana Bravo.
Por razones financieras y del guion, el último libro fue dividido en dos películas que se rodaron una seguida de la otra, concluyendo el rodaje en junio de 2010. Harry Potter y las Reliquias de la Muerte: parte 1 se estrenó en noviembre de 2010 y rompió el récord del Misterio del Príncipe de mayor taquilla originada de las sesiones de medianoche —24 millones de dólares—. Harry Potter y las Reliquias de la Muerte: parte 2 se estrenó julio de 2011, siendo la única película de la serie en ser estrenada en 3D, y consiguió una taquilla mundial de más de mil millones de dólares.
El 1 de enero participó en el primer reencuentro oficial de la saga titulado «Harry Potter 20 aniversario: Regreso a Hogwarts» junto con sus compañeros de reparto, diez años después del estreno de la última película de la saga.

### Otros papeles

#### Comienzos
Durante el tiempo en que formó parte de la saga Harry Potter, Grint actuó en otros proyectos, en su mayoría filmaciones de cine independiente. En 2002 se estrenó Thunderpants, una película británica donde interpretó a Alan A. Allen, un joven que padece anosmia y es el único amigo del protagonista —interpretado por Bruce Cook—. El largometraje no llamó la atención ni de la crítica ni del público por igual. Un crítico llegó a decir: «Esta película debe ser exhibida en las cárceles para que los presos tengan una buena razón para no volver jamás». En 2005 dio voz a Peter Pan en el documental televisivo de la BBC Happy Birthday, Peter Pan. También compartió el papel protagónico con Julie Walters —actriz que en Harry Potter interpretó a Molly Weasley, madre del personaje de Grint— en la película de 2006 Driving Lessons, donde encarnó a un joven reprimido que entabla una amistad con una actriz retirada. La cinta, a la que Grint llamó «la primera cosa madura que hice», obtuvo críticas variadas, mientras que su actuación fue bien recibida. Andre Soares, del sitio web Alt Film Guide, escribió:

Grint es una revelación [...] [Él] muestra una naturalidad innata mezclada con su carisma personal y que a su vez se transforma en un friki potencialmente patético, con humor —un poco torpe— y, en el fondo, un joven simpático».

En julio de 2008 protagonizó la película dramática Cherrybomb, donde compartió créditos con Robert Sheehan y Kimberley Nixon. En este largometraje interpretó a Malachy, un joven que trata de impresionar a la hija de su jefe, de la que está enamorado. Esta cinta marcó una clara diferencia con sus trabajos anteriores, debido a que contenía escenas de desnudez, drogas, alcohol y robo. A pesar de que se estrenó en el Festival Internacional de Cine de Berlín de 2009, Cherrybomb fue inicialmente incapaz de encontrar un distribuidor. Una campaña en línea realizada por los seguidores de Grint fue crédito para asegurar un acuerdo para la distribución en el Reino Unido en 2010.

#### Después deHarry Potter
Finalizada la última entrega de la saga Harry Potter, Grint protagonizó la película Wild Target (2010), basada en el largometraje francés Cible Emouvante de 1993. Dirigida por Jonathan Lynn y con un presupuesto de ocho millones de dólares, Wild Target no terminó de convencer a la crítica, que le dio comentarios negativos remarcando el desperdiciado potencial cómico del elenco. Sin embargo, Grint recibió críticas positivas; Natasha Hodgson, del sitio web Best For Film, escribió que «es agradable ver a Rupert Grint lograr buenos resultados en un papel distinto al de Ron Weasley, y está claro que tiene una carrera por delante». En 2011 realizó un cameo en el popular show de comedia de la BBC Come Fly with Me, protagonizado por el dúo Matt Lucas y David Walliams, más conocidos como «Little Britain». Ese mismo año protagonizó el film antibélico, escrito y dirigido por Petter Næss, Into the White, filmado en Noruega. Este narra la forzada convivencia entre la tripulación de dos bombarderos abatidos en combate —uno alemán y otro inglés— en la soledad de un refugio del invierno lapón y de cómo dejaron diferencias hasta hacerse amigos. También en 2011 protagonizó el videoclip de la canción «Lego House», de Ed Sheeran. Fue lanzado en octubre de ese año, recibiendo una nominación como mejor vídeo masculino en los MTV Video Music Awards. Asimismo, en septiembre dio voz a Josh en la adaptación cinematográfica de Postman Pat titulada Postman Pat: The Movie – You Know You're The One, junto con David Tennant, Stephen Mangan y Jim Broadbent. La película no se estrenó sino hasta 2014.

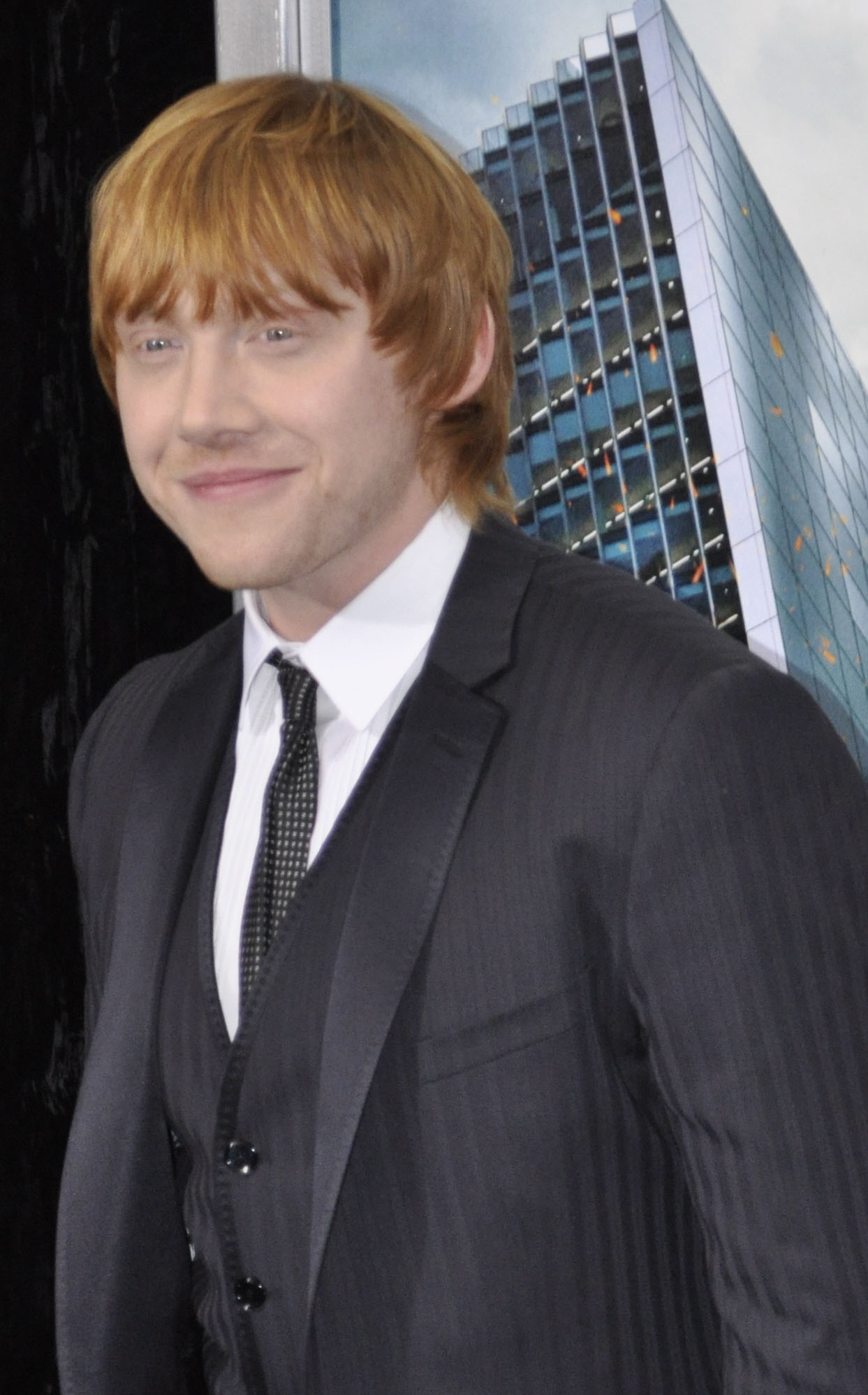
Grint en noviembre de 2010.

En marzo de 2012 la revista Variety informó que tanto Grint como la actriz Chloë Grace Moretz formarían parte del elenco de The Drummer, una película biográfica sobre el baterista Dennis Wilson del grupo The Beach Boys. The Hollywood Reporter confirmó y anunció que la filmación estaba programada para comenzar el 15 de junio en California y Savannah (Georgia). No obstante, el proyecto se canceló tiempo después. Asimismo, ese año fue lanzado un anuncio de televisión llamado Visit Britain, que contó con Grint, Julie Walters, Michelle Dockery y Stephen Fry. Este invitaba a pasar las vacaciones navideñas en el Reino Unido. En octubre de 2012 Grint narró We Are Aliens, una película para planetario de veinticinco minutos filmada en 3D que trata la posibilidad de otra vida inteligente en el Universo.
En febrero de 2013 se dio a conocer que Grint sería el protagonista de la comedia Super Clyde, junto a Stephen Fry y Tyler Labine. El proyecto no fue elegido por la cadena televisiva CBS, aunque meses más tarde se estrenó el piloto en la página web de la misma y fue removido poco tiempo después. En enero de 2015 la CBS encargó un segundo piloto pero con diferentes actores. En septiembre de ese año, se estrenó la película Charlie Countryman, en donde formó parte del reparto junto a Shia LaBeouf, Evan Rachel Wood y Mads Mikkelsen. El mismo mes, The Hollywood Reporter dio a conocer la realización una adaptación cinematográfica de la obra Macbeth titulada Enemy of Man, en la cual Grint actuó junto a Sean Bean, Charles Dance, Jason Flemyng y James D'Arcy. El proyecto comenzó a filmarse en enero de 2014 en Reino Unido y se estrenó en el siguiente año. En 2015 participó en la miniserie Adolf the Artist, que muestra la juventud de Adolf Hitler. Ese mismo año se dio a conocer su participación como protagonista de Imperial City, un «put pilot» para la cadena NBC.

### Teatro
En 2013 debutó con la obra Mojo, de Jez Butterworth, desarrollada en Londres durante la década de 1950 y basada en hechos reales. Por su papel de Sweets, ganó el galardón a la revelación londinense del año en los Premios WhatsOnStage. Protagonizó esta obra junto a Brendan Coyle, Ben Whishaw y Daniel Mays. En junio de 2014 se anunció su debut en Broadway, en la obra It's Only a Play, una versión de la realización de Terrence McNally estrenada en 1986 en el Manhattan Theater Club. Grint personificó a Frank Finger. El 28 de agosto de ese año se realizó un preestreno en el Gerald Schoenfeld Theatre, el debut fue oficialmente el 9 de octubre, con una limitada participación de dieciocho semanas, hasta el 4 de enero del siguiente año. Antes de ser estrenada, la comedia ya había recaudado seis millones de euros. La obra fue escrita por McNally y dirigida por Jack O'Brien. Por este papel, Grint obtuvo una nominación como mejor nuevo actor de Broadway en los Premios NewNowNext. A pesar del aumento de las funciones hasta el 29 de marzo, Grint junto con Lane y Mullally abandonaron la obra siendo sustituidos por Maulik Pancholy, Martin Short y Katie Finneran, respectivamente.

## Vida personal

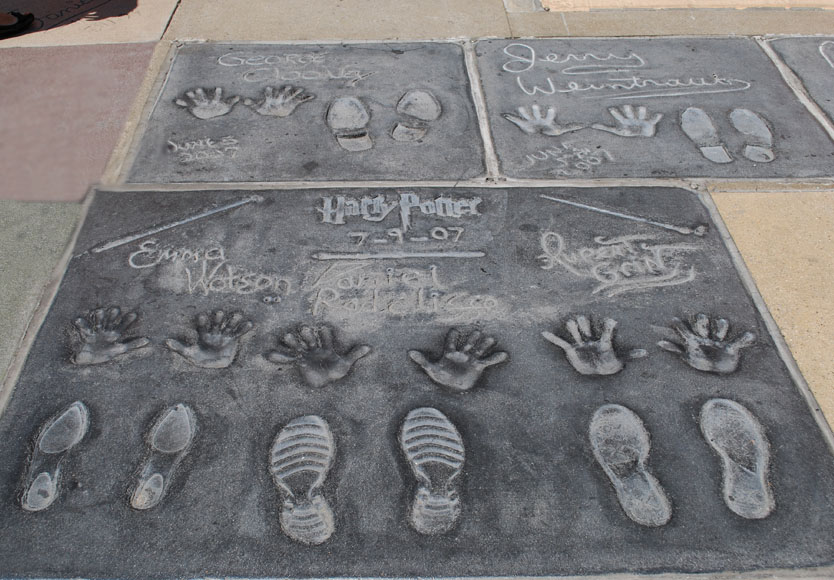
Huellas de manos, pies y varita mágica de Emma Watson, Daniel Radcliffe y Rupert Grint en el exterior del Grauman's Chineese Theatre.

Al igual que su personaje en la serie de películas de Harry Potter, sufre de aracnofobia, miedo a las arañas.
El actor disfruta de una amistad muy cercana con Tom Felton, quien encarnó a Draco Malfoy en la saga Harry Potter. En agosto de 2011 participó, junto a Felton, en una sesión fotográfica en Los Ángeles para la colección de otoño/invierno de la marca de moda Band of Outsiders.
En 2012, de acuerdo a una fuente, Daniel Radcliffe supuestamente decía que rara vez hablaba con Grint a diferencia de lo que asumía la gente y que ellos no eran amigos. Además, supuestamente Radcliffe dijo: «[A Grint] lo veo cada seis meses o algo por el estilo, y lo único que nos decimos es un amistoso 'Hola, ¿cómo van las cosas?', pero eso es todo». Más tarde el mismo Radcliffe lo desmintió, diciendo que era ridículo y que por supuesto que él y Grint eran amigos. Afirmó: «Nunca nos hemos enviado mensajes de texto en diez años de rodaje. Simplemente nunca lo hicimos porque somos perezosos para hacer eso (...) Sé que la próxima vez que vea a Rupert, nos sentaremos juntos y hablaremos, y será como en los viejos tiempos (...)».
Grint compró una furgoneta de helados a la que llamó Mr. Whippy, como una manera de satisfacer un deseo que tuvo desde la niñez, con el dinero que hizo a través de la actuación. Cuando terminó la saga Harry Potter, la llevó al set y repartió helados a todos los miembros de la producción.
Fue uno de los elegidos para correr con la antorcha olímpica en los Juegos Olímpicos de Londres 2012. Además, confesó que si bien no es un fanático del atletismo, consideró un honor participar del evento. Por otra parte, dijo que se sintió muy emocionado de llevar la antorcha olímpica por las calles de Londres y aunque estuvo nervioso se unió alegremente al festejo de inauguración donde participaron también varias estrellas.
A pesar de cosechar una considerable fortuna, fundamentalmente por su papel en la saga, Grint dijo en una entrevista: «En realidad no sé cuánto dinero gané; me refiero a la cifra exacta [...] Siempre he sabido que estaba ahí, pero no la cifra exacta. Realmente nunca he querido saberlo [...] No soy ambicioso».

### Noviazgo y paternidad
Mantiene una relación con la actriz Georgia Groome desde 2011. El 10 de abril de 2020, el representante del actor confirmó que él y su pareja iban a ser padres de su primer hijo. El 7 de mayo de 2020 nació su primera hija, Wednesday G. Grint.El 27 de abril de 2025 nace su segunda hija, Goldie G. Grint.

## Filmografía

### Cine
| Año  | Título original                                    | Papel                              | Director               |
| ---- | -------------------------------------------------- | ---------------------------------- | ---------------------- |
| 2001 | Harry Potter y la piedra filosofal                 | Ron Weasley                        | Chris Columbus         |
| 2002 | Thunderpants                                       | Alan A. Allen                      | Peter Hewitt           |
| 2002 | Harry Potter y la cámara secreta                   | Ron Weasley                        | Chris Columbus         |
| 2004 | Harry Potter y el prisionero de Azkaban            | Ron Weasley                        | Alfonso Cuarón         |
| 2005 | Harry Potter y el cáliz de fuego                   | Ron Weasley                        | Mike Newell            |
| 2006 | Driving Lessons                                    | Ben Marshall                       | Jeremy Brook           |
| 2007 | Harry Potter y la Orden del Fénix                  | Ron Weasley                        | David Yates            |
| 2009 | Cherrybomb                                         | Malachy McKinney                   | Glenn Leyburn          |
| 2009 | Harry Potter y el misterio del príncipe            | Ron Weasley                        | David Yates            |
| 2010 | Harry Potter y las reliquias de la Muerte: parte 1 | Ron Weasley                        | David Yates            |
| 2010 | Wild Target                                        | Tony                               | Jonathan Lynn          |
| 2011 | Harry Potter y las reliquias de la Muerte: parte 2 | Ron Weasley                        | David Yates            |
| 2012 | Into the White                                     | Gunner Robert Smith                | Peter Næss             |
| 2013 | Charlie Countryman                                 | Karl                               | Fredrik Bond           |
| 2013 | CBGB                                               | Cheetah Chrome                     | Randall Miller         |
| 2013 | Metegol                                            | Amadeo (voz en la versión inglesa) | Juan José Campanella   |
| 2014 | Postman Pat: The Movie - You Know You're the One   | Josh (voz)                         | Mike Disa              |
| 2015 | Moonwalkers                                        | Jonny                              | Antoine Bardou-Jacquet |
| 2015 | Enemy of Man                                       | Rosse                              | John Maybury           |
| 2023 | Knock at the Cabin                                 | Redmond / Rory O'Bannon            | M. Night Shyamalan     |

### Televisión
| Año       | Título                                            | Papel                  | Notas                                              |
| --------- | ------------------------------------------------- | ---------------------- | -------------------------------------------------- |
| 2005      | Happy Birthday, Peter Pan                         | Peter Pan (voz)        | Documental                                         |
| 2011      | Come Fly with Me                                  | Él mismo               | Falso documental, un episodio.                     |
| 2012      | American Dad                                      | Liam (voz)             | Participación especial en un episodio.             |
| 2013      | Super Clyde                                       | Clyde                  | Episodio piloto                                    |
| 2016      | Tracey Ullman's Show                              | Él mismo               | Invitado 1 episodio, programa de TV                |
| 2016      | The Artist                                        | August "Gustl" Kubizek | Miniserie                                          |
| 2017—2018 | Sick Note: Baja Por Enfermedad                    | Daniel Glass           | Protagonista, serie de TV Netflix                  |
| 2017—2018 | Snatch                                            | Charlie Cavendish      | Protagonista, serie de TV                          |
| 2018      | The ABC Murders                                   | Inspector Crome        | Elenco recurrente 3 episodios, miniserie de TV BBC |
| 2019—2023 | Servant                                           | Julian Pearce          | Protagonista, serie de TV AppleTV+                 |
| 2022      | Harry Potter 20th Anniversary: Regreso a Hogwarts | Él mismo               | Especial de TV Max                                 |
| 2022      | Guillermo del Toro's Cabinet of Curiosities       | Walter Gilman          | Invitado 1 episodio, serie de TV Netflix           |

### Videojuegos
| Año  | Título                                             | Papel       | Notas |
| ---- | -------------------------------------------------- | ----------- | ----- |
| 2007 | Harry Potter y la Orden del Fénix                  | Ron Weasley | Voz   |
| 2009 | Harry Potter y el misterio del príncipe            | Ron Weasley | Voz   |
| 2010 | Harry Potter y las Reliquias de la Muerte: parte 1 | Ron Weasley | Voz   |
| 2011 | Harry Potter y las Reliquias de la Muerte: parte 2 | Ron Weasley | Voz   |

### Música
| Año  | Título                | Formato       | Notas                                               |
| ---- | --------------------- | ------------- | --------------------------------------------------- |
| 2011 | «Lego House»          | Video musical | Sencillo del músico Ed Sheeran.                     |
| 2012 | «Over the Rainbow»    | Canción       | Banda sonora de la película Into the White.         |
| 2014 | «Struck by Lightning» | Canción       | Banda sonora de la película Postman Pat: The Movie. |

### Teatro
| Año  | Título           | Papel        | Notas                                                              |
| ---- | ---------------- | ------------ | ------------------------------------------------------------------ |
| 2013 | Mojo             | Sweets       | Puesta en escena en el Teatro Harold Pinter, Londres.              |
| 2014 | It's Only a Play | Frank Finger | Puesta en escena en el Teatro Gerald Schoenfeld Theatre, Broadway. |

### Otros
| Año  | Título         | Papel      | Notas                              |
| ---- | -------------- | ---------- | ---------------------------------- |
| 2003 | Baggy Trousers | Molesworth | Serie, BBC Radio 4.                |
| 2012 | We Are Aliens  | Narrador   | Show de The National Space Centre. |

## Premios
| Año  | Categoría                     | Premio                                                                    | Trabajo nominado                                   | Resultado |
| ---- | ----------------------------- | ------------------------------------------------------------------------- | -------------------------------------------------- | --------- |
| 2002 | Satellite Award               | Nuevo talento excepcional                                                 | Harry Potter y la piedra filosofal                 | Ganador   |
| 2002 | Young Artist Award            | Actor joven más prometedor                                                | Harry Potter y la piedra filosofal                 | Ganador   |
| 2002 | Young Artist Award            | Mejor elenco en una película (compartido con el elenco)                   | Harry Potter y la piedra filosofal                 | Nominado  |
| 2006 | MTV Movie Awards              | Mejor equipo en pantalla (compartido con Daniel Radcliffe y Emma Watson)  | Harry Potter y el cáliz de fuego                   | Nominado  |
| 2007 | National Movie Award          | Mejor actuación masculina                                                 | Harry Potter y la Orden del Fénix                  | Nominado  |
| 2009 | Portrait Choice Award         | Mejor actuación masculina                                                 | Harry Potter y el misterio del príncipe            | Nominado  |
| 2009 | Scream Awards                 | Mejor actor de reparto                                                    | Harry Potter y el misterio del príncipe            | Nominado  |
| 2009 | Scream Awards                 | Mejor reparto                                                             | Harry Potter y el misterio del príncipe            | Ganador   |
| 2010 | BBC1 Radio Teen Awards        | Mejor actor británico                                                     | Harry Potter y el misterio del príncipe            | Nominado  |
| 2010 | Otto Award                    | Estrella en una película                                                  | Harry Potter y el misterio del príncipe            | Ganador   |
| 2010 | People's Choice Awards        | Equipo favorito en pantalla                                               | Harry Potter y el misterio del príncipe            | Nominado  |
| 2011 | National Movie Awards         | Actuación del año                                                         | Harry Potter y las Reliquias de la Muerte: parte 1 | Nominado  |
| 2011 | MTV Movie Awards              | Mejor pelea (compartido con Daniel Radcliffe y Emma Watson)               | Harry Potter y las Reliquias de la Muerte: parte 1 | Nominado  |
| 2011 | Scream Awards                 | Mejor actor de reparto                                                    | Harry Potter y las Reliquias de la Muerte: parte 1 | Nominado  |
| 2011 | BBC1 Radio Teen Awards        | Mejor actor británico                                                     | Harry Potter y las Reliquias de la Muerte: parte 2 | Ganador   |
| 2012 | People's Choice Awards        | Reparto favorito en una película                                          | Harry Potter y las Reliquias de la Muerte: parte 2 | Ganador   |
| 2012 | People's Choice Awards        | Estrella favorita menor de veinticinco años                               | Harry Potter y las Reliquias de la Muerte: parte 2 | Nominado  |
| 2012 | MTV Movie Awards              | Mejor beso (compartido con Emma Watson)                                   | Harry Potter y las Reliquias de la Muerte: parte 2 | Nominado  |
| 2012 | MTV Movie Awards              | Mejor reparto (compartido con Daniel Radcliffe, Tom Felton y Emma Watson) | Harry Potter y las Reliquias de la Muerte: parte 2 | Ganador   |
| 2014 | WhatsOnStage Awards           | Revelación londinense del año                                             | Mojo                                               | Ganador   |
| 2014 | NewNowNext Awards             | Mejor nuevo actor de Broadway                                             | It's Only a Play                                   | Nominado  |
| 2018 | National Film Awards UK       | Mejor actor                                                               | Snatch                                             | Nominado  |
| 2018 | IARA Awards                   | Mejor actor joven                                                         | Snatch                                             | Nominado  |
| 2021 | Hollywood Critics Association | Mejor actor de reparto en serie de streaming, drama                       | Servant                                            | Ganador   |